# Arquebisbat de Clarmont

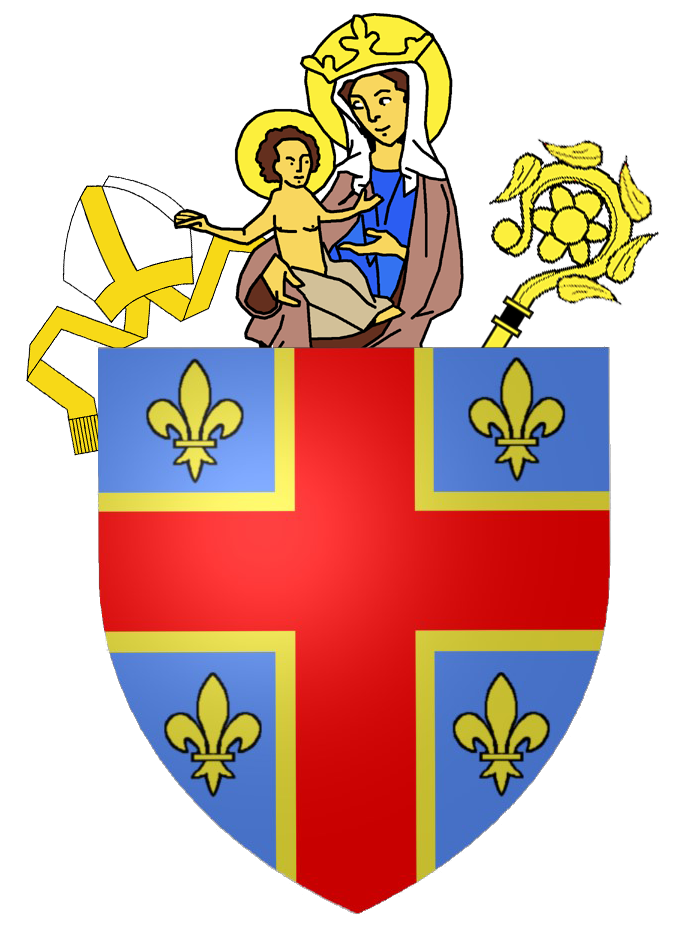
Blasó dels bisbes de Clarmont

El Bisbat de Clermont o Clarmont és una divisió eclesiàstica francesa; el bisbat modern abraça el departament del Puèi Domat (Puy-de-Dôme en francès) i és sufragània del bisbat de Bourges. Inicialment era més gran però el 1317 va perdre l'alta Alvèrnia (creació del bisbat de Saint Flourandin) i el 1822 el Borbonès (creació de la diòcesi de Moulins). El 2002 fou elevat a arquebisbat.
El diòcesi d'Alvèrnia fou establert a Arvernis, l'antic cap de districte de la ciutat dels arverns. Els seus bisbes no es van dir bisbes de Clairmont o Clermont (Clarmont d'Alvèrnia) fins al 1160. A partir de 1317, la diòcesi es va desmembrar i un diòcesi separada es va crear per a l'Alta Alvèrnia: la diòcesi de Saint-Flour.
La llegenda atribueix la condició de primer bisbe a Sant Estramonis o Austremonius (Stramonius), un suposat deixeble de Crist vingut de Palestina amb Sant Pere. Altres sants són esmentats com bisbes: Sant Urbic, Sant Leogunti, Sant Illidi, Sant Nepotià i Sant Artemi al segle iv. Al segle v foren Sant Venerand, Sant Rústic i Sant Namaci. La seu es va crear realment a mitjan segle v i la catedral la va fundar Sant Namaci i s'hi van dipositar les relíquies de Sant Vitali i Sant Agrícola. Existia sota domini visigot i foren sants Amabilis, Apruncul, Eufrasi, i Quintià. L'escriptor Gregori de Tours fou nebot de Sant Gal. Més tard apareixen Sant Àvit, Sant Cesari, Sant Gal, Sant Gènesi, Sant Prejecte, Sant Àvit II, Sant Bonit, Sant Stabili i Sant Sigó.
Bisbes destacats foren Pere de Cros (1301 - 1304) Esteve d'Albert (1340 - 1342) que fou el papa Innocenci VI; Guillem du Prat (1528 - 1560) que va perdre el títol comtal i la senyoria.
Els bisbes de Clarmont eren senyors feudals rurals, però no governaven la vila. El 1209 van ajudar el rei contra els comtes i van rebre la senyoria de la ciutat i el títol de comtes de Clarmont. Els comtes van aixecar Montferrand a la vora d'un castell proper. Catalina de Mèdici, com comtessa d'Alvèrnia i hereva dels antics comtes, va entaular un procés per recuperar la senyoria, i el va guanyar i Guillaume du Prat fou doncs el darrer bisbe amb poder temporal (1528-1560).

## Episcopologi
Bisbes d'Alvèrnia
- Sant Austremoni (segle iii o IV)
- Úrbic
- Legoni
- Sant Il·lidi († vers 384) sant festejat el 5 de juny
- Nepocià
- Artemi
- Venerand, (†423), bisbe el 385.
- Rústic
- Namaci o Namatius, fundador de la primera catedral de Clarmont d'Alvèrnia
- Eparqui
- Sant Sidoni Apol·linar (471 - 486)
- Abruncul
- Eufrasi († 515)
- Apol·linar II (515)
- Quintià (vers 523); abans bisbe de Rodès.
- Gal I (vers 486/525 - 551)
- Cautí (vers 554 - 572)
- Sant Avit (572 - 594)
- Cesari (627)
- Augustí (després de 625).[2]
- Sant Gal (vers 650)
- Genesi († 662), mencionat el 656
- Giroindus, mencionat el 660
- Fèlix
- Garivaldus
- Prejecte († 676), o Sant Priest o Saint Prix, bisbe el 666
- Avit II (676 - 691)
- Sant Bonet (623 - †710), referendari del rei Sigebert III, prefecte de Provença, bisbe de 691 a 701.
- Nordebert, parent del comte de París, potser ell mateix comte.[3]
- Pròcul
- Esteve (761)
- Adebert (785)
- Bernuí (testimoniat vers 811)
- Stabilis (823 ? - 860 ?)
- Sigó mencionat cap a 863
- Egilmar de Clarmont (875 ? - 891 ?); testimoniat el 878 (va conduir una ambaixada a Roma per compte del rei Lluís II de França.
- Adalard (910)
- Arnold (vers 912)
- Bernat
- Esteve II (vers 942 - 984); germà del vescomte Robert II de Clarmont
- Bigó (vers 980 - vers 1010)
- Esteve III (vers 1010 /1014 o 1013); fill del vescomte Robert II de Clarmont.
- Esteve IV (1014- vers 1025)
- Rencó (1030 - 1053)
- Esteve V de Polignac (vers 1053 - 1073)
- Guillem de Chamalières (1073 - 1077)
- Durand (1077 - 1095)
- Guillem de Baffie (1096 - 1103)
- Pere Roux (1104 - 1111)
- Aimeric (1111 - 1150)
- Esteve VI de Mercœur (1151 - 1169)

Bisbes de Clermont
- Ponç de Polignac (1170-1189) abans abat de Clairvaux (1165-1170)
- Gilbert (1190-1195)
- Robert d'Alvèrnia (1195-1227)
- Hug de la Tour du Pin (1227-1249) † el 1249 a la croada.
- Guiu de la Tour du Pin (1250 - 1286)
- Aimar de Cros (1286-1297)
- Jean Aycelin de Montaigut (1298-1301)
- Pere I de Cros (1302-1304)
- Aubert Aycelin de Montaigut (1307-1328)

Desmembrament en dues diòcesis el 1317. Vegeu Bisbat de Sant Flor
- Arnau Roger de Commenge (1328-1336)
- Ramon d'Aspet (1336-1340)
- Esteve Aubert (1340-1342) bisbe de Noyon (1338-1340) i papa Innocenci VI (1352-1362).
- Pere Andreu 1342-1349, abans de Noyon (1342) i després de Cambrai (1349). Mort el 1368.
- Pere d'Aigrefeuille (1349-1357) Traslladat a Usès el 1357.
- Joan de Mello (1357-1376) traslladat a Châlons-en-Champagne el 1376.
- Enric de La Tour (1376-1415)
- Martí Gouge de Charpaignes (1415-1444)
- Jaume de Comborn (1445 - 1474)
- Antoni Allemand (1475 - 1476) Abans de Cahors fins al 1475 i després traslladat altre cop a Cahors el 1476.
  - Carles I de Borbó (1476-† 1488) fou també bisbe de Lió i cardenal. (administrador apostòlic)
- Carles II de Borbó (1489 - 1504)
- Jaume d'Amboise (1505 - 1516)
- Thomas Duprat (1517 - 1528)
- Guillem Duprat (1529 - 1560)
  - Bernardo Salviati (1561 - 1567) fou també cardenal. (administrador apostòlic)
- Antoni de Saint-Nectaire (1567-1584)
- Francesc de La Rochefoucauld (1585 - 1609) va ser bisbe de Senlis a partir de 1609 i cardenal.
- Antoni Rose (1609-1614) Transferit des de Senlis el 1609.
- Joaquim d'Estaing (1614-1650)
- Lluís d'Estaing (1650-1664)
- Gilbert de Veiny d'Arbouze (1664-1682)
- Miquel de Castagnet (designat però no va obtenir les seves butlles i va tornar a Macon).
- Claudi II de Saint-Georges (1684 - 1687)
- Francesc Bochart de Saron (1687 - 1715)
- Lluís de Balzac Illiers d'Entragues (1716 - 1717))
- Joan Baptista Massillon (1717 - 1742)
- Francesc Maria Le Maistre de La Garlaye (1743 - 1775)
- Francesc de Bonal (1776 - 1800)
- Joan Francesc Périer (1791 - 1802), bisbe constitucional
- Carles Antoni Enric Du Valk de Dampierre (nascut a Hans; 1802- 1833)
- Louis-Charles Féron (1833 - 1879)
- Jean-Pere Boyer (1879 - 1892) després arquebisbe de Bourges.
- Pierre-Marie Belmont (1893 - 1921)
- Jean-François-Étienne Marnas (1921 - 1932)
- Gabriel Piguet (1933 - 1952)
- Pierre-Abel-Louis Chappot de La Chanonie (1953 - 1973)
- Jean Louis Joseph Dardel (1974 - 1995)
- Hippolyte Simon (Louis Jean) (1996 - 2002)

Arquebisbes de Clarmont
- Hippolyte Simon (Louis Jean) (1902 - 2016), amb rang d'arquebisbe
- François Kalist (2016 -)

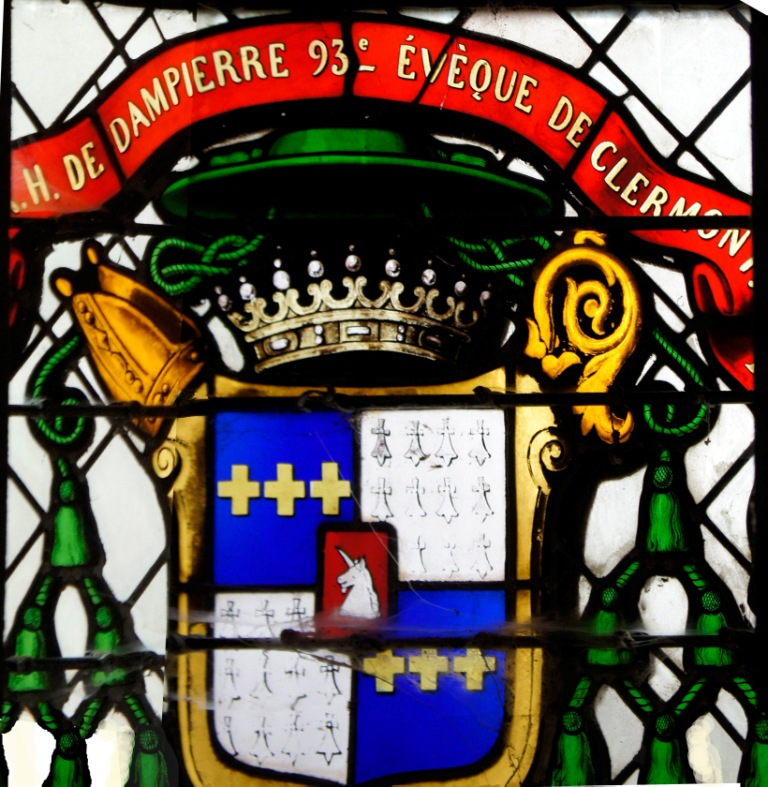
Blasó d'Enric de Dampierre
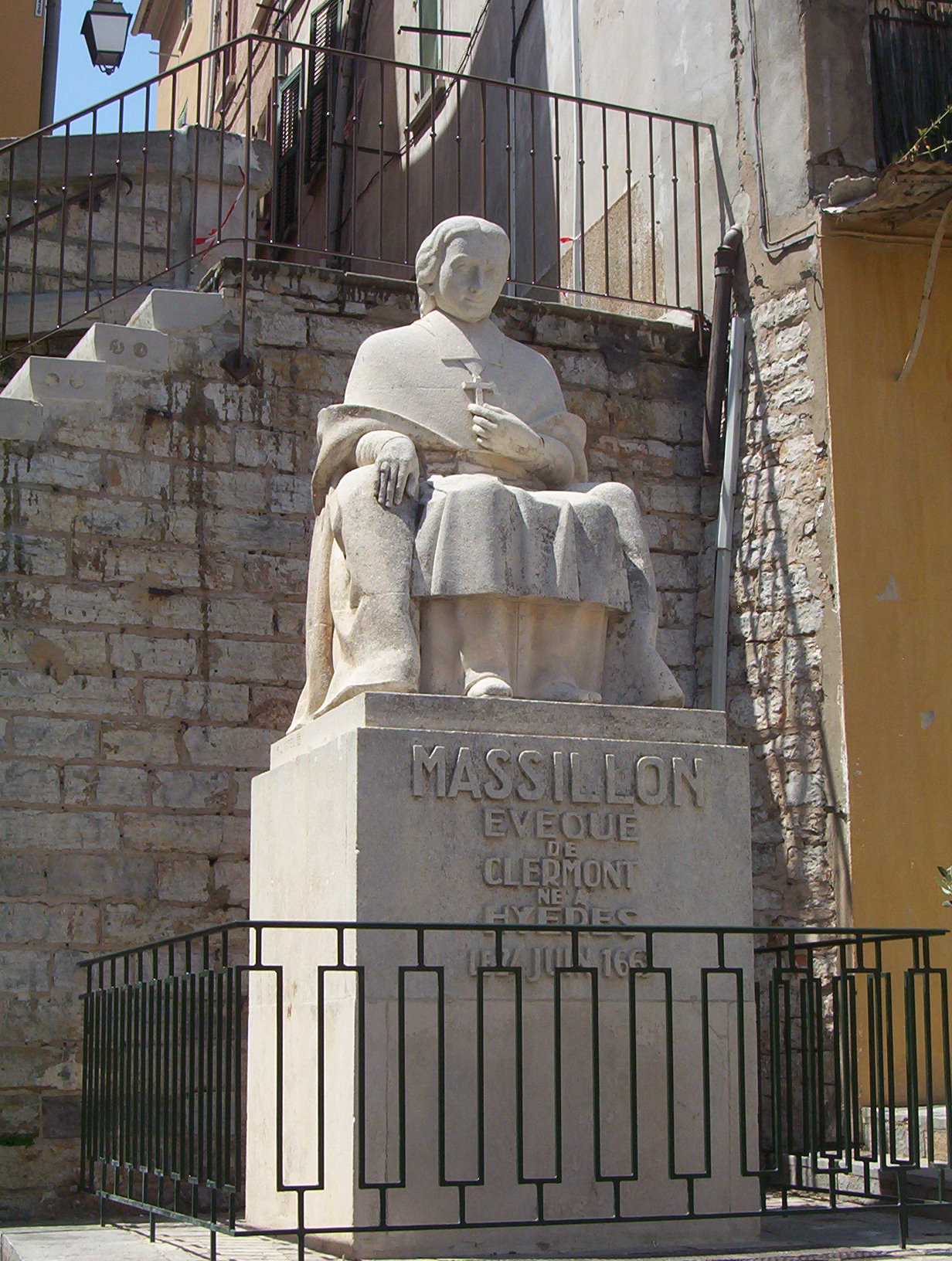
Jean-Baptiste Massillon
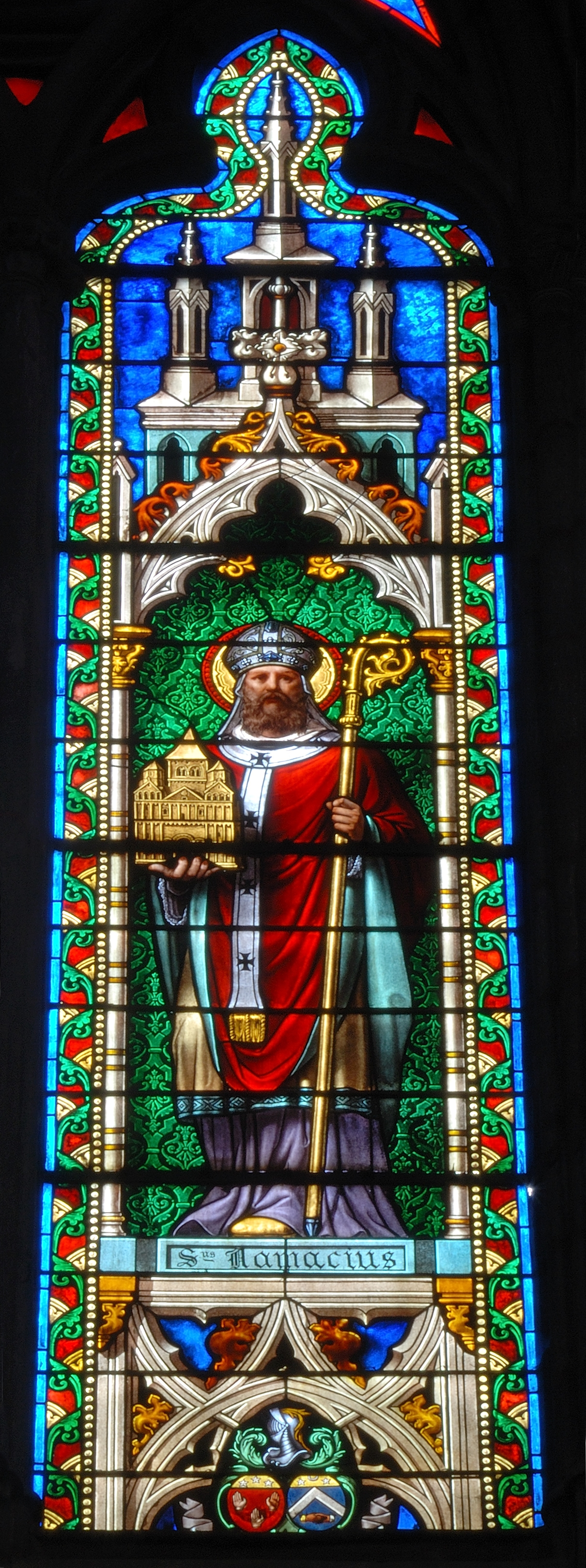
Vitrall representant Namatius (ortografiat Namacius), església de Sant Eutropi a Clarmont d'Alvèrnia